# Torneig de les Cinc Nacions 1975
El Torneig de les Cinc Nacions de 1975 fou la 46a edició en el format de cinc nacions i la 81a tenint en compte les edicions del Home Nations Championship. Deu partits es van jugar entre el 18 de gener i el 15 de març. Gal·les s'enduria el títol per 18a vegada, començant una sèrie de victòries que s'allargaria en dues edicions posteriors consecutives. Una derrota contra Escòcia en terreny escocès, privaria als gal·lesos del Grand Slam i de la Triple Corona. El partit entre Escòcia i Gal·les a l'estadi de Murrayfield a Edimburg, disputat l'1 de març, va atreure una assistència rècord de 104.000 espectadors. Aquest registre no es trencaria fins que un partit de la Bledisloe Cup entre Austràlia i Nova Zelanda amb 107.042 espectadors a l'Estadi Olímpic de Sydney l'any 1999.

## Classificació
| Posició | Nació      | Partits | Partits  | Partits  | Partits | Punts   | Punts     | Punts      | Taula de punts |
| Posició | Nació      | Jugats  | Guanyats | Empatats | Perduts | A Favor | En contra | Diferència | Taula de punts |
| ------- | ---------- | ------- | -------- | -------- | ------- | ------- | --------- | ---------- | -------------- |
| 1       | Gal·les    | 4       | 3        | 0        | 1       | 87      | 30        | +57        | 6              |
| 2       | Escòcia    | 4       | 2        | 0        | 2       | 47      | 40        | +7         | 4              |
| 2       | Irlanda    | 4       | 2        | 0        | 2       | 54      | 67        | −13        | 4              |
| 2       | França     | 4       | 2        | 0        | 2       | 53      | 79        | −26        | 4              |
| 5       | Anglaterra | 4       | 1        | 0        | 3       | 40      | 65        | −25        | 2              |

## Resultats
| França | 10–25 | Gal·les | 18 de gener de 1975 - Parc des Princes, París Assistència: 46.603 espectadors Àrbitre: K Pattinson (Anglaterra) |
|        |       |         | 18 de gener de 1975 - Parc des Princes, París Assistència: 46.603 espectadors Àrbitre: K Pattinson (Anglaterra) |

| Irlanda | 12–9 | Anglaterra | 18 de gener de 1975 - Lansdowne Road, Dublín Assistència: 55.000 espectadors Àrbitre: F Palmade (França) |
|         |      |            | 18 de gener de 1975 - Lansdowne Road, Dublín Assistència: 55.000 espectadors Àrbitre: F Palmade (França) |

| Anglaterra | 20–27 | França | 1 de febrer de 1975 - Twickenham, Londres Assistència: 70.000 espectadors Àrbitre: T Grierson (Escòcia) |
|            |       |        | 1 de febrer de 1975 - Twickenham, Londres Assistència: 70.000 espectadors Àrbitre: T Grierson (Escòcia) |

| Escòcia | 20–13 | Irlanda | 1 de febrer de 1975 - Murrayfield, Edimburg Assistència: 60.000 espectadors Àrbitre: R Jonhson (Anglaterra) |
|         |       |         | 1 de febrer de 1975 - Murrayfield, Edimburg Assistència: 60.000 espectadors Àrbitre: R Jonhson (Anglaterra) |

| Gal·les | 20–4 | Anglaterra | 15 de febrer de 1975 - National Stadium, Cardiff Assistència: 70.000 espectadors Àrbitre: A Hosie (Escòcia) |
|         |      |            | 15 de febrer de 1975 - National Stadium, Cardiff Assistència: 70.000 espectadors Àrbitre: A Hosie (Escòcia) |

| França | 10–9 | Escòcia | 15 de febrer de 1975 - Parc des Princes, París Assistència: 43.472 espectadors Àrbitre: M Lewis (Gal·les) |
|        |      |         | 15 de febrer de 1975 - Parc des Princes, París Assistència: 43.472 espectadors Àrbitre: M Lewis (Gal·les) |

| Irlanda | 25–6 | França | 1 de març de 1975 - Lansdowne Road, Dublín Assistència: 45.000 espectadors Àrbitre: D Lloyd (Gal·les) |
|         |      |        | 1 de març de 1975 - Lansdowne Road, Dublín Assistència: 45.000 espectadors Àrbitre: D Lloyd (Gal·les) |

| Escòcia | 12–10 | Gal·les | 1 de març de 1975 - Murrayfield, Edimburg Assistència: 104.000 espectadors Àrbitre: J West (Irlanda) |
|         |       |         | 1 de març de 1975 - Murrayfield, Edimburg Assistència: 104.000 espectadors Àrbitre: J West (Irlanda) |

| Gal·les | 32–4 | Irlanda | 15 de març de 1975 - National Stadium, Cardiff Assistència: 55.000 espectadors Àrbitre: J Saint-Guilhem (França) |
|         |      |         | 15 de març de 1975 - National Stadium, Cardiff Assistència: 55.000 espectadors Àrbitre: J Saint-Guilhem (França) |

| Anglaterra | 7–6 | Escòcia | 15 de març de 1975 - Twickenham, Londres Assistència: 70.000 espectadors Àrbitre: D d'Arcy (Irlanda) |
|            |     |         | 15 de març de 1975 - Twickenham, Londres Assistència: 70.000 espectadors Àrbitre: D d'Arcy (Irlanda) |